# Wilhelm Lommen
Wilhelm Lommen, auch Willem van Lommen (* 1839 in Kleve; † 1895 in Düsseldorf), war ein deutscher Maler der Düsseldorfer Schule.

## Leben
Lommen war ein Sohn des Cornelius Wilhelm Lommen (1770 – 6. Oktober 1857) und dessen Ehefrau Gertrude, geborene van Wickeren, wuchs in Kleve auf, einer Stadt der preußischen Rheinprovinz. Als Studienzeit an der Düsseldorfer Kunstakademie ist lediglich das Wintersemester 1859/1860 dokumentiert, in dem er sich bei Carl Müller eingeschrieben hatte, der seit 1857 eine Stelle als Professor für Historienmalerei bekleidete. Müller leitete den sogenannten Antikensaal, dessen Besuch vor Eintritt in eine Malklasse für die Studierenden obligatorisch war. Lommen hat sich vor der Einschreibung an der Akademie möglicherweise in einer Zeichenschule vorbereitet. Ein Einfluss des „Nazareners“ Carl Müller auf seine später ausgeführten Arbeiten ist nicht ersichtlich. Anschließend bildete sich Lommen vermutlich privat – vielleicht in Holland – weiter und ließ sich dann in Düsseldorf nieder. Erst 1872 erfolgte sein Beitritt zum Künstlerverein Malkasten, dem er bis 1895 angehörte. Er war außerdem Mitglied der Allgemeinen Deutschen Kunstgenossenschaft. Wilhelm Lommen wohnte zuletzt am Wehrhahn 8. Nach seinem Ableben wurde im August 1895 sein Nachlass, auf Anstehen der Benefiziarerben, verkauft.

## Werk

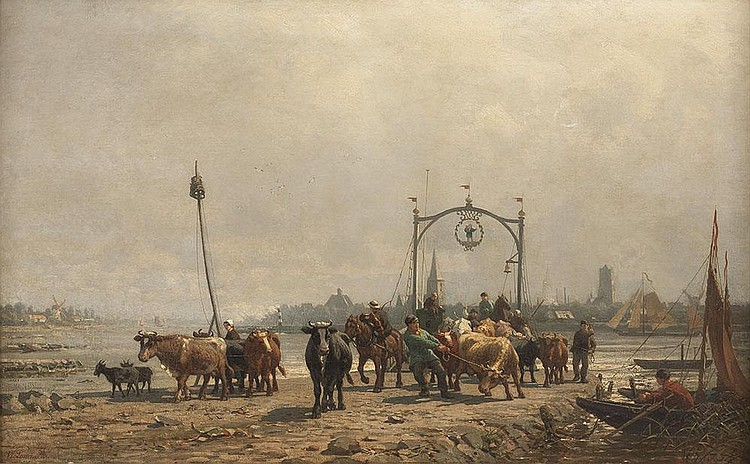
Fähre von Rees (tatsächlich ist jedoch die Vedute von Emmerich am Rhein dargestellt)

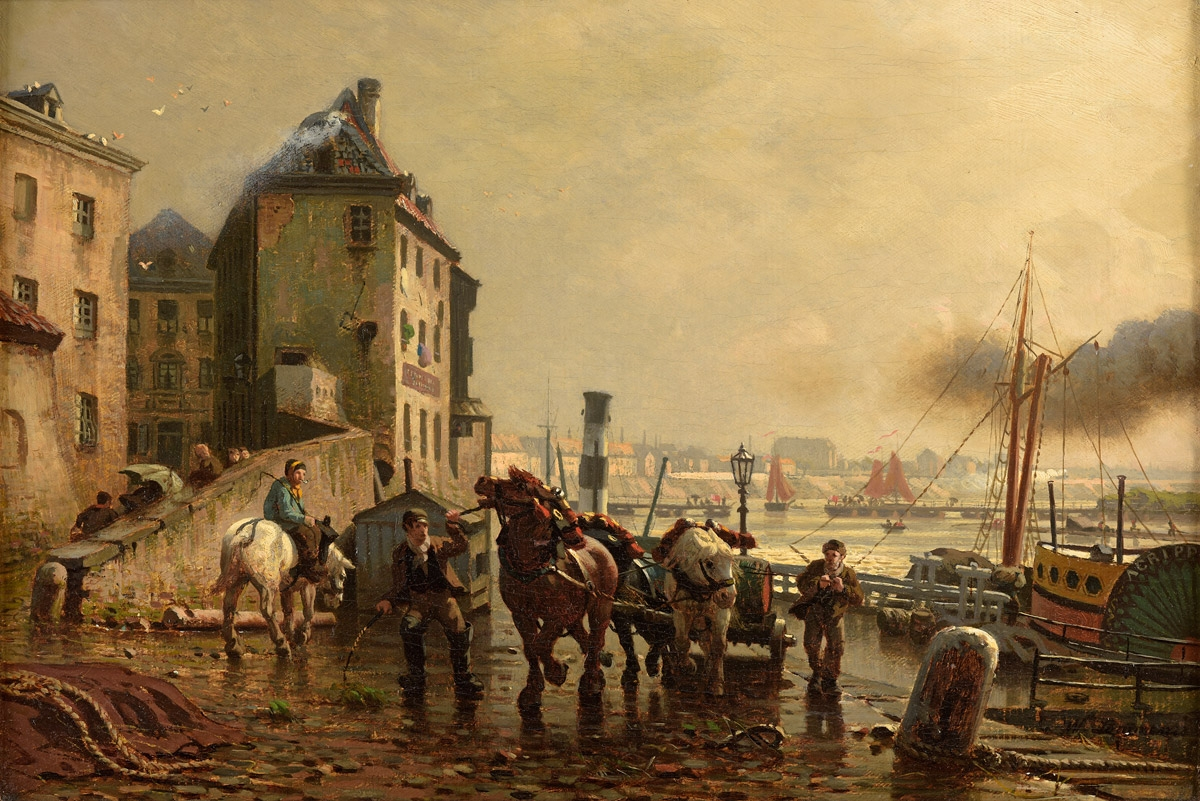
Pferdefuhrwerk am Kohlentor in Düsseldorf

Das erste bekannt gewordene Gemälde Lommens war Holländische Heide betitelt und wurde 1868 anlässlich einer Ausstellung des Kunstvereins für die Rheinlande und Westfalen in Düsseldorf gezeigt. Das Gemälde Motiv am Niederrhein bei Gewitterstimmung hing 1874 in den Ausstellungsräumen bei Bismeyer & Kraus, ein Bild mit dem Titel Apfelernte erwarb 1875 die Hamburger Kunsthalle. Auch weitere Landschaftsgemälde wie Heidelandschaft (1882), Bei Kleve (1888) oder Heranziehendes Gewitter zeigten Lommens charakteristischen braunroten Farbeinsatz sowie die für sein Werk typischen Landschaftsformationen und ihre jahreszeitlich beziehungsweise wetterbedingten Stimmungen. 1882 zeigte er in seiner Vaterstadt Kleve die Bilder Die Chausseewalze und Der Brand im Nachbardorfe, die für ihre Pferdedarstellungen besonders gelobt wurden. Dabei verband der Künstler gelegentlich eine „spätromantisch“ anmutende kleinteilige Bildauffassung mit Elementen des Zeitgeschehens, beispielsweise in den Gemälden Pferdefuhrwerk am Kohlentor in Düsseldorf oder Überschwemmung am Niederrhein, in welchem er die aktuellen Deich- und Straßenarbeiten bei Neuss in die vorgegebene Situation einbezog. In dem Bild Begegnung auf dem Lande ergänzte er mit realistischen Details wie mit Arbeitsgerät und Kleidung der Bauern oder mit der Anlage ihrer Gehöfte die Darstellung der für die niederrheinische Region typischen Windmühlen und Kirchtürme, der lagernden Kühe und blühenden Obstbäume.
Das Gemälde Ausbau der Jülicher Straße (Straßenbauarbeiten vor Neuß) von 1878 verwahrt das Clemens-Sels-Museum in Neuss, das Bild Begegnung auf dem Lande die Stiftung Sammlung Volmer in Wuppertal. Zwei Blätter mit Karikaturen befinden sich im Archiv des Künstlervereins Malkasten in Düsseldorf.

## Archivalien
- Einwohnerliste [Cleve] 1852: Hausnr. 51 [d. i. Kirchstraße/Ost], Cornelius Wilhelm Lommen, Rentner, evangelisch (3. Dezember 1852): 72 Jahre alt; bzw. 1855 (3. Dezember 1852): 75 Jahre alt: Kleve, Stadtarchiv.